# 921 TCN
921 TCN là một năm trong lịch La Mã.